# Neochalcis fertoni
Neochalcis fertoni är en stekelart som först beskrevs av Jean-Jacques Kieffer 1899.  Neochalcis fertoni ingår i släktet Neochalcis och familjen bredlårsteklar. Inga underarter finns listade i Catalogue of Life.